# Leonardo Mayer
Leonardo Mayer (født 15. maj 1987 i Buenos Aires, Argentina) er en argentinsk tennisspiller, der blev professionel i 2003. Han har, pr. maj 2009, endnu ikke vundet nogen ATP-turneringer.
Mayer er 187 cm. høj og vejer 83 kilo.